# Kamila Drabek
Kamila Drabek – polska kontrabasistka i kompozytorka jazzowa pochodząca z Bielska-Białej. Absolwentka Akademii Muzycznej w Krakowie. W 2019 r. w ramach programu „Jazzowy Debiut Fonograficzny” Instytutu Muzyki i Tańca ukazał się debiutancki album jej tercetu zatytułowany Muzyka naiwna, promowany singlem „Kwaśny deszczyk”, prezentowany m.in. na Blue Note Poznań Competition 2019. Drabek została nominowana do Fryderyka 2020 w kategorii Fonograficzny Debiut Roku - Jazz.

## Tercet Kamili Drabek
Członkowie tria są przyjaciółmi ze studiów w Akademii Muzycznej w Krakowie. Zadebiutowali razem podczas „Summer Jazz Festiwal” w Piwnicy pod Baranami. Skład zespołu: 
- Kamila Drabek - kontrabas
- Marcin Konieczkowicz - saksofon
- Kacper Kaźmierski - perkusja